# Memorial Van Damme 2009
Il Memorial Van Damme 2009 è stato la 33º edizione del Memorial Van Damme, annuale raduno di atletica leggera, e si è svolto dalle ore 19:00 alle 22:00 UTC+2 del 4 settembre 2009 presso lo Stadio Re Baldovino di Bruxelles. Il meeting è stata la sesta e ultima tappa della ÅF Golden League 2009.

## Programma
Il meeting ha visto lo svolgimento di 17 specialità, 9 maschili e 8 femminili: di queste, 5 maschili e altrettante femminili erano valide per la Golden League.
| # | Orario | Specialità             |
| - | ------ | ---------------------- |
| 1 | 19:20  | 3000 m siepi           |
| 2 | 19:35  | 4×1500 m               |
| 3 | 20:05  | 110 m hs               |
| 4 | 20:10  | Lancio del giavellotto |
| 5 | 20:25  | 100 m                  |
| 6 | 20:35  | 800 m                  |
| 7 | 20:55  | 400 m                  |
| 8 | 21:15  | 200 m                  |
| 9 | 21:25  | 5000 m                 |

| # | Orario | Specialità       |
| - | ------ | ---------------- |
| 1 | 19:25  | Salto con l'asta |
| 2 | 19:40  | Salto in alto    |
| 3 | 19:55  | 800 m            |
| 4 | 20:15  | 400 m            |
| 5 | 20:20  | Salto triplo     |
| 6 | 20:45  | 100 m hs         |
| 7 | 21:05  | 100 m            |
| 8 | 21:45  | 2000 m           |

## Svolgimento
Il tempo non è stato clemente, con una temperatura di circa 14 °C. La pioggia, caduta copiosa dalle fra le ore 20:00 e le 21:00, ha condizionato le competizioni, specialmente i salti e i lanci, che erano nel pieno dello svolgimento.. Nonostante le condizioni avverse, Usain Bolt, dominando i 200 m, ha ottenuto un tempo di 19"57, quarta prestazione di sempre, mentre l'astista russa Elena Isinbaeva, dopo aver vinto la gara con un solo salto a 4,70 m ed essersi così assicurata la vittoria della Golden League, ha provato - senza successo - la quota di 5,07 m, che le avrebbe valso il miglioramento di un centimetro del record stabilito sette giorni prima al meeting di Zurigo.
La squadra keniana, in apertura di meeting, ha battuto il record del mondo della staffetta 4×1500 m, con il nuovo limite di 14'36"23; il precedente limite era di 14'38"80, fissato da una formazione della Germania Est a Colonia nel 1977 e rappresentava il più vecchio record del mondo di atletica non ancora battuto.
Al termine delle competizioni si è svolta la cerimonia di premiazione di Elena Isinbaeva, Sanya Richards e Kenenisa Bekele, che - vincendo tutte le tappe della Golden League 2009, hanno conquistato il jackpot consistente in 333.333 dollari.

## Risultati
Di seguito i primi tre classificati di ogni specialità.

### Uomini
| Specialità             | 1º classificato      | Prestazione | 2º classificato             | Prestazione | 3º classificato        | Prestazione |
| 100 m                  | Asafa Powell         | 9.90        | Tyson Gay                   | 10.00       | Darvis Patton          | 10.08       |
| 200 m                  | Usain Bolt           | 19.57       | Wallace Spearmon            | 20.19       | Ramil Guliyev          | 20.47       |
| 400 m                  | Jeremy Wariner       | 44.95       | Renny Quow                  | 45.55       | Michael Bingham        | 45.70       |
| 800 m                  | David Lekuta Rudisha | 1'45.80     | Alfred Kirwa Yego           | 1'46.36     | Gary Reed              | 1'46.82     |
| 5000 m                 | Kenenisa Bekele      | 12'55.31    | Imane Merga                 | 12'55.66    | Vincent Kiprop Chepkok | 12'55.98    |
| 110 m hs               | Ryan Brathwaite      | 13.30       | Dwight Thomas               | 13.38       | Joel Brown             | 13.39       |
| 3000 m siepi           | Paul Kipsiele Koech  | 8'04.05     | Richard Kipkemboi Mateelong | 8'06.92     | Jukka Keskisalo        | 9'13.34     |
| Lancio del giavellotto | Tero Pitkämäki       | 86.23 m     | Andreas Thorkildsen         | 82.61 m     | Vadims Vasilevskis     | 82.42 m     |
| 4×1500 m               | Kenya                | 14'36.23    | Squadra mista               | 14'44.31    | Australia              | 14'46.92    |

In grassetto le specialità valide per il jackpot della Golden League
     Atleti vincitori del jackpot della Golden League

### Donne
| Specialità       | 1ª classificata        | Prestazione | 2ª classificata         | Prestazione | 3ª classificata        | Prestazione |
| 100 m            | Carmelita Jeter        | 10.88       | Shelly-Ann Fraser       | 10.98       | Kerron Stewart         | 11.05       |
| 400 m            | Sanya Richards         | 48.83       | Christine Ohuruogu      | 50.43       | Shericka Williams      | 50.55       |
| 800 m            | Anna Willard           | 1'59.14     | Jemma Simpson           | 1'59.40     | Mariya Savinova        | 1'59.49     |
| 2000 m           | Gelete Burka           | 5'30.19     | Vivian Cheruiyot        | 5'35.46     | Mercy Cherono          | 5'35.65     |
| 100 m hs         | Brigitte Foster-Hylton | 12.48       | Priscilla Lopes-Schliep | 12.49       | Delloreen Ennis-London | 12.71       |
| Salto in alto    | Blanka Vlašić          | 2.00 m      | Anna Čičerova           | 1.97 m      | Chaunté Howard         | 1.97 m      |
| Salto con l'asta | Elena Isinbaeva        | 4.70 m      | Monika Pyrek            | 4.70 m      | Silke Spiegelburg      | 4.70 m      |
| Salto triplo     | Yamilé Aldama          | 14.27 m     | Trecia Smith            | 14.13 m     | Nadezhda Alekhina      | 14.16 m     |

In grassetto le specialità valide per il jackpot della Golden League
     Atlete vincitrici del jackpot della Golden League